# Hypenetes dicranus
Hypenetes dicranus là một loài ruồi trong họ Asilidae. Hypenetes dicranus được Londt miêu tả năm 1985. Loài này phân bố ở vùng nhiệt đới châu Phi.